# アンドレア・サルトレッティ
アンドレア・サルトレッティ（Andrea Sartoretti, 1971年6月19日 - ）は、イタリアの男子バレーボール選手、指導者。ペルージャ出身。ポジションはオポジット。元イタリア代表。

## 来歴
1987年、地元ペルージャのセリエA2・カステッロへ入団。1991年に移籍したセリエA1・ラヴェンナでは、欧州チャンピオンズリーグ3連覇、欧州スーパーカップ連覇を果たし、1997年、モデナ在籍時にリーグ優勝を飾った。その後、セリエAのクラブを渡き、2005年から再びモデナでプレーした。
1993年、21歳でナショナルチーム代表となり、同年5月21日、ボローニャで行われたオランダ戦で代表デビューを飾る。2004年に代表を退くまでイタリア代表として歴代6位となる通算330試合に出場し、10年以上に渡ってサウスポーのオポジットとして数々の国際大会で活躍した。3大会連続出場したオリンピックでは、1996年アトランタオリンピックと、2004年アテネオリンピックで銀メダル、2000年シドニーオリンピックで銅メダルの獲得に貢献した。

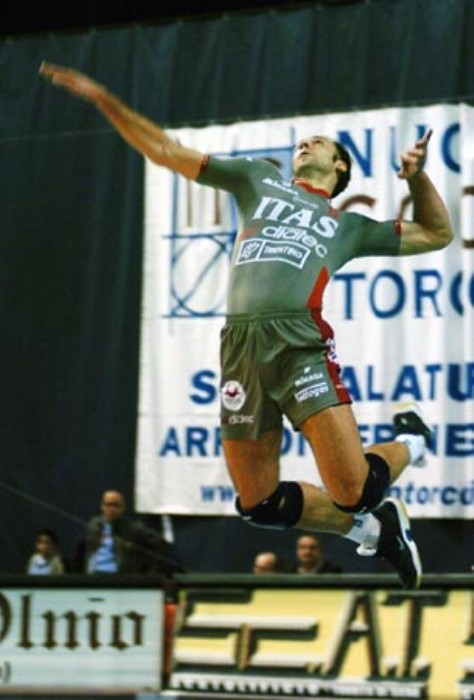
Sartorace

1996年、FIVBスーパー6に選ばれ、2000年ワールドリーグで最優秀選手賞とベストスコアラー賞をダブル受賞、2004年ワールドリーグでベストスコアラー賞を受賞した。また、2003年ワールドカップでベストサーバー賞、同年欧州選手権では最優秀選手賞とベストサーバー賞をダブル受賞した。
Sartorace と呼ばれる豪速ジャンプサーブの腰をくるっと捻って打つ独特のステップのフォームは、狭い練習場のコートでいかに無駄な動きをせずに威力のあるジャンプサーブが打てるかを独自で研究したものである。
2009年に現役を引退し、同年5月に故郷のクラブチームであるペルージャの監督に就任。12月に監督を解任された。
2013年11月、モデナのスポーツディレクターに就任した。

## 選手としての特徴
横回転を加えた非常に高いトスをあげるのが特徴。

## 球歴
ナショナルチーム代表歴
- オリンピック - 1996年（銀メダル）、2000年（銅メダル）、2004年（銀メダル）
- 世界選手権 - 1998年（金メダル）、2002年（5位）
- ワールドカップ - 1999年（銅メダル）、2003年（銀メダル）
- ワールドリーグ - 1994年、1995年、1997年、1999年、2000年（優勝）、1996年、2004年（準優勝）、1993年（3位）
- 欧州選手権 - 1999年、2003年（優勝）、2001年（準優勝）、1997年（3位）

クラブチーム優勝歴
- セリエA1 - 1997年
- コッパ・イタリア - 1997年、2002年
- CEVカップ - 2002年
- 欧州チャンピオンズリーグ - 1992年、1993年、1994年、1997年
- 欧州スーパーカップ - 1992年、1993年

## 所属クラブ
- パッラヴォーロ・チッタ・ディ・カステッロ （1987-1991年）
- ポルト・ラヴェンナ・バレー （1991-1996年）
- パッラヴォーロ・モデナ （1996-1997年）
- ガベカ・モンティキアーリ （1997-2000年）
- ピエモンテ・バレー （2000-2002年）
- トレンティーノ・バレー （2002-2005年）
- パッラヴォーロ・モデナ （2005-2009年）

## 指導歴
- ペルージャ・バレー （2009年）